# Adelaide I de Borgonha
Adelaide I de Borgonha, também conhecida como Alice de Merânia ou Alice de Andechs (em francês:  Alix; 1224 — Évian, 8 de março de 1279)  foi suo jure condessa palatina da Borgonha, e condessa consorte de Saboia pelo seu segundo casamento com Filipe I de Saboia.

## Família
Adelaide foi a quarta filha e quinta criança nascida do duque Otão I de Merânia e de sua primeira esposa, a condessa Beatriz II de Borgonha. Os seus avós paternos eram o duque Bertoldo IV de Merânia e Inês de Rochlitz. Os seus avós maternos eram o conde Otão I da Borgonha e a condessa Margarida de Blois.
Ela teve quatro irmãos, que eram: o conde Otão III da Borgonha, marido de Isabel de Tirol; Inês, duquesa da Áustria e da Caríntia através de seus dois casamentos; Beatriz, esposa do conde Hermano II de Weimar-Orlamünde; Margarida, primeiro foi esposa do marquês Premisil de Morávia, e depois do conde Frederico de Truhendingen, e Isabel, esposa do burgrave Frederico III de Nuremberga.

## Biografia

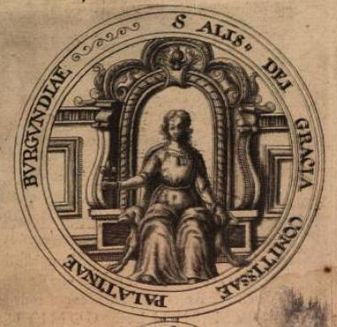
Representação da condessa Adelaide.

Em fevereiro de 1231 foi assinado o contrato de casamento entre Adelaide e Hugo de Chalon, e a união foi celebrada cinco anos depois, em 1 de novembro de 1236. Ele era filho do conde João de Chalon e de Matilde de Borgonha.
Em 19 de junho de 1248, Adelaide sucedeu ao título de condessa palatina de Borgonha após a morte do irmão, Otão III, que a havia designado como sua herdeira. Hugo, então, adquiriu o título de conde em direito da esposa (jure uxoris).
O casal teve treze filhos. Hugo faleceu no ano de 1266.
Pouco tempo depois, a condessa casou-se com o futuro conde Filipe, filho de Tomás I de Saboia e de Margarida de Genebra, em 11 de junho de 1267. Porém, o casamento não resultou em filhos.
Adelaide faleceu em 8 de março de 1279, na cidade de Évian, e foi enterrada na Abadia de Cherlieu.

## Descendência
De seu primeiro casamento:
- Isabel de Borgonha (m. 9 de julho de 1275), esposa do conde Hartmann V de Kiburgo, com quem teve dois filhos;
- Otão IV, Conde da Borgonha (antes de 1248 - 17 ou 26 de março de 1303), foi sucessor da mãe. Sua primeira esposa foi Filipa de Bar, com quem teve uma filha. Sua segunda esposa foi a condessa Matilde de Artois, com quem teve três filhos, incluindo Branca da Borgonha, rainha consorte de Carlos V de França;
- Estêvão de Borgonha (m. 4 de abril de 1299), canône em Besançon;
- Reinaldo de Borgonha (m. 9 de agosto de 1322), jure uxoris conde de Montbérliard como marido de Guilhermina de Neufchâtel, com quem teve cinco filhos;
- Henrique de Borgonha;
- Margarida de Borgonha (m. após 1260), freira em Fontevraud;
- Alice de Borgonha (m. após 1260), freira em Fontevraud;
- João de Borgonha (m. 1301/03), senhor de Montaigu, de Montrond, de Fontenoy, etc. Foi marido de Margarida de Blâmont, com quem teve dois filhos;
- Hugo de Borgonha (m. após junho de 1312), tenente-general do condado de Montbéliard. Foi casado primeiro com Bona de Saboia, e depois com Margarida de Ferrette. Sem descendência;
- Hipólita de Borgonha (m. antes de 1288), senhora de Saint-Vallier. Foi esposa de Aimar IV de Poitiers, conde de Valentinois, com quem teve oito filhos;
- Guia de Borgonha (m. 24 de junho de 1316), esposa do conde Thomás III de Piemonte, com quem teve cinco filhos;
- Inês de Borgonha (m. após 1266), primeira esposa de Filipe de Vienne, senhor de Pagny, com quem teve nove filhos;
- Jaqueline de Borgonha.